# Eric Pohlmann
Eric Pohlmann, eigentlich Erich Pohlmann (* 18. Juli 1913 in Wien; † 25. Juli 1979 in Bad Reichenhall), war ein österreichisch-britischer Theater-, Film- und Fernsehschauspieler.

## Leben und Wirken
Pohlmann war ein klassisch ausgebildeter Charakterschauspieler alter Schule. Er studierte bei Max Reinhardt in seiner Heimatstadt Wien und hatte erste Engagements u. a. am Raimundtheater und im Kabarett ABC. Nebenbei jobbte er als Entertainer in einer Bar.
1939 folgte er seiner Verlobten und späteren Ehefrau, der jüdischen Schauspielerin Lieselotte Goettinger, in die Emigration nach London. In England fasste er rasch Fuß und wirkte mit im deutschsprachigen Programm der BBC, das ein täglich mehrstündiges, der Wahrheit verpflichtetes Rundfunkprogramm gegen den Nationalsozialismus in Deutschland ausstrahlte. Um sich ihren Lebensunterhalt zu verdienen, nahmen die Pohlmanns vorübergehend eine Stellung im Haushalt von Hastings Russell, 12. Duke of Bedford, an, sie als Köchin und er als Butler.
Nach Kriegsende begann der Schauspieler eine Karriere an Londoner Bühnen, die er bis in die 1960er Jahre hinein ausbauen konnte. So war er auch als Peachum in Die Dreigroschenoper von Bertolt Brecht und Kurt Weill zu sehen. Ab Ende der 40er Jahre war Pohlmann zunehmend in britischen und US-amerikanischen Film- und Fernsehproduktionen präsent, zunächst in kleinen Komparsenrollen, später zunehmend in Nebenrollen in Abenteuer- und Kriminalfilmen, gelegentlich auch in Komödien. Seine große, massige Erscheinung mit leicht südosteuropäischem Einschlag prädestinierte ihn für Rollen als intelligenter Meisterverbrecher und Spion, aber auch als Offizier oder Kriminalbeamter, Hotelbesitzer, Konsul, Geschäftsmann oder in Herrscherrollen. Sehr häufig spielte er Italiener, Griechen und Orientalen; Deutsche spielte er trotz seiner Herkunft eher selten.
Einen seiner frühesten Filmauftritte hatte Pohlmann in Carol Reeds Filmklassiker Der dritte Mann als Kellner im „Smolka’s“. Bis zu seinem Tod spielte er Nebenrollen in britischen Filmen, aber auch A-Filmen in Hollywood, vor allem von MGM. In Mogambo (1953; Regie: John Ford) war er neben Clark Gable, Ava Gardner und Grace Kelly der zwielichtige Leon Boltchak, 1963 in dem Monumentalfilm 55 Tage in Peking (Regie: Nicholas Ray) der deutsche Baron von Meck neben Charlton Heston und David Niven.
Sein komödiantisches Talent zeigte der Schauspieler 1955 neben Jane Russell. Zweimal besetzte ihn Richard Thorpe neben Hauptdarsteller Robert Taylor in einer britischen Produktion, 1955 als Gluckmeister in Liebe, Tod und Teufel (The Adventures of Quentin Durwand) und 1959 als Cap. Rohner in Das Haus der sieben Falken (The House of the Seven Hawks). 1958 hatte er eine Rolle in der britischen Mystery-Krimiserie Inspector March of Scotland Yard übernommen: Als Inspector Goron unterstützte er Hauptdarsteller Boris Karloff in mehreren Folgen. Außerdem sprach er die ersten Auftritte von James Bonds Erzfeind Blofeld, Anführer der Verbrecherorganisation „SPECTRE“.
In den 1960er und 1970er Jahren war Pohlmann beruflich auch wieder in seiner deutschsprachigen Heimat tätig und übernahm zahlreiche prägnante Charakterrollen in deutschen und österreichischen Film- und Fernsehproduktionen. Er hatte Gastrollen in populären Krimiserien wie Der Kommissar, Salto Mortale und Derrick und übernahm auch Aufgaben in anspruchsvollen Fernsehspielen, vornehmlich für den ORF und den Bayerischen Rundfunk, häufig unter der Regie von Franz Josef Wild. Dazu gehörten u. a. Der Strafverteidiger (1961), mit Barbara Rütting und Carl-Heinz Schroth, Der kleine Lord (1962) mit Albrecht Schoenhals und Michael Ande, sowie Die Affaire Dreyfus (1968), mit Karl-Michael Vogler und Bernhard Wicki.
1961/62 spielte Pohlmann neben Marisa Mell, Christopher Lee und Klaus Kinski in dem deutschen Edgar-Wallace-Krimi Das Rätsel der roten Orchidee (Regie: Helmuth Ashley) mit. Seinen größten Erfolg im deutschsprachigen Raum hatte der Schauspieler 1970 mit dem Fernsehstraßenfeger Die Frau in Weiß, einem dreiteiligen Kriminalfilm nach einer literarischen Vorlage von Wilkie Collins, eine der erfolgreichsten Fernsehproduktionen des Jahres mit rund 9 Millionen Zuschauern. Unter der Regie von Wilhelm Semmelroth (Drehbuch Herbert Asmodi) spielte Pohlmann als Conte Fosco eine der Hauptrollen neben Heidelinde Weis, Christoph Bantzer, Pinkas Braun und Helmut Käutner.
Zwischen 1968 und 1977 agierte Eric Pohlmann als Detektiv Quarlis (später aus Rechtsgründen umbenannt in Carlis) in insgesamt 40 TV-Episoden, die unter verschiedenen Titeln über den Bildschirm flimmerten. 1968 ging er in sechs Folgen als Julian Symons’ Detektiv Quarles auf Verbrecherjagd, 1973 als Mr. Carlis in Die Kriminalerzählung und 1977 nochmals in 13 weiteren Geschichten in Mr. Carlis und seine abenteuerlichen Geschichten. An seiner Seite spielten viele prominente Schauspieler und Regisseure wie Hans Quest, Günter Gräwert oder Peter Weck führten Regie.
Während seiner aktiven Zeit in Deutschland und Österreich nahm Pohlmann neben seiner internationalen Filmarbeit weiterhin Aufgaben im britischen Fernsehen wahr, u. a. als Gaststar in Krimiserien wie Department S mit Peter Wyngarde und Paul Temple mit Francis Matthews und Ros Drinkwater. 1971 war er in Die Steppenreiter (The Horsemen; Regie: John Frankenheimer) neben Omar Sharif und Jack Palance einen Händler aus Kandahar. 1975 agierte er als dicker Mann in Der rosarote Panther kehrt zurück (Regie: Blake Edwards) an der Seite von Peter Sellers und Christopher Plummer.
1978/79 übernahm Pohlmann in dem deutsch-österreichischen Kinofilm Geschichten aus dem Wienerwald (Regie und Produktion: Maximilian Schell) nach Ödön von Horváth eine größere Rolle neben Birgit Doll und André Heller. Der Film wurde 1979 auf dem London Film Festival gezeigt. Eine weitere Zusammenarbeit von Schell und Pohlmann bei den Salzburger Festspielen 1979 wurde durch den Tod des Schauspielers vereitelt. Während der Proben zu Hofmannsthals Jedermann, wo Pohlmann wie auch schon im Jahr zuvor den dicken Vetter der Titelfigur (Schell) spielen sollte, erlitt der Schauspieler einen Herzinfarkt und starb kurz darauf in einer Klinik im nahe gelegenen Bad Reichenhall.
Pohlmann war zweimal verheiratet (das erste Mal verwitwet) und hatte aus erster Ehe mit seiner Kollegin Lieselotte Goettinger zwei Söhne.

## Filmografie (Auswahl)
- 1950: Achtung! Kairo… Opiumschmuggler (Cairo Road)
- 1952: Moulin Rouge
- 1952: Der Mann, der sich selbst nicht kannte (The Man Who Watched Trains Go By)
- 1952: Monsun (Monsoon)
- 1953: Mogambo
- 1953: Das Gangster-Syndikat (36 Hours)
- 1953: Die Bettleroper (The Beggar’s Opera)
- 1954: Die Schönen von St. Trinians (The Belles of St. Trinian’s)
- 1954: Liebling der Frauen (Monsieur Ripois)
- 1955: Kennwort: Berlin-Tempelhof (A Prize of Gold)
- 1956: In den Krallen der Gangster (House of Secrets)
- 1956: Allen Gewalten zum Trotz (Reach for the Sky)
- 1956: Vincent van Gogh – Ein Leben in Leidenschaft (Lust for Life)
- 1957: Die Brücke der Vergeltung (Across the Bridge)
- 1957: Kapitän Seekrank (Barnacle Bill)
- 1957: Spiel mit dem Feuer (Fire Down Below)
- 1957: I Accuse!
- 1959: Munter und lebendig (Alive and Kicking)
- 1960: Geheimauftrag für John Drake (Danger Man) (Fernsehserie, 2 Folgen)
- 1960: Einmal China und zurück (Visa to Canton)
- 1961: Sommer der Verfluchten (The Singer Not the Song)
- 1962: Das Rätsel der roten Orchidee
- 1962: Im Namen des Teufels (The Devil’s Agent)
- 1962: Der kleine Lord
- 1963: Mit Schirm, Charme und Melone; Folge: Tod eines Froschmanns (A Chorus of Frogs)
- 1963: 55 Tage in Peking (55 Days at Peking)
- 1964: Ist ja irre – Agenten auf dem Pulverfaß (Carry On Spying)
- 1965: Die tollkühnen Männer in ihren fliegenden Kisten (Those Magnificent Men in their Flying Machines or How I Flew from London to Paris in 25 Hours 11 Minutes)
- 1965: Dolche in der Kasbah (Where the Spies Are)
- 1966: ...und dann bye bye (Kurzfilm von Marran Gosov)
- 1967: Bericht eines Feiglings (Fernsehfilm)
- 1967: Heißes Pflaster Köln
- 1968: Ein Sarg für Mr. Holloway (TV-Krimi)
- 1968: Detektiv Quarles (6 TV-Episoden als Francis Quarlis nach Kriminalerzählungen von Julian Symons)
- 1968: Inspektor Clouseau (Inspector Clouseau)
- 1969: Ein Dorf ohne Männer
- 1969: Der Kommissar – Folge 19: In letzter Minute
- 1969: Salto Mortale – Folge 3: London
- 1969: Department S – Der Maskenmörder (The Man who got a new face)
- 1970: Paul Temple – Der Apollo von Arezzo (Antique Death)
- 1971: Die Frau in Weiß
- 1972: Rabe, Pilz und dreizehn Stühle
- 1973: Die Kriminalerzählung (21 TV-Episoden als Detektiv Carlis)
- 1975: Derrick – Zeichen der Gewalt
- 1975: Auch Mimosen wollen blühen
- 1976: Maria – Nur die Nacht war Zeuge
- 1977: Mr. Carlis und seine abenteuerlichen Geschichten (13 TV-Episoden als Detektiv Carlis a. D.)
- 1978: Derrick – Klavierkonzert
- 1979: Der Alte – Alte Kameraden
- 1979: Ashanti
- 1979: Hiob (Fernsehdreiteiler)
- 1979: Wunder einer Nacht
- 1980: Lucilla

## Hörspiele (Auswahl)
- 1948: Christopher Marlowe: Dr. Faustus – Bearbeitung und Regie: Fritz Wendhausen
- 1949: Thomas Stearns Eliot: Mord im Dom – Regie: Hans Buxbaum
- 1963: Hans Flesch: Die Stuarts. Eine dramatische Geschichtsstunde – Regie: Walter Hertner